# فرودگاه اوکوشیری
فرودگاه اوکوشیری (به انگلیسی: Okushiri Airport) یک فرودگاه همگانی با کد یاتا OIR است که یک باند فرود آسفالت بتن دارد و طول باند آن ۱۵۰۰ متر است. این فرودگاه در کشور ژاپن قرار دارد .